# 馬泰奧·帕爾米耶里
馬泰奧·迪·馬爾科·帕爾米耶里（義大利語：Matteo di Marco Palmieri，1406年–1475年） 是一位佛羅倫薩人文學者及歷史學家，以其關於公民人文主義的著作《市民生活》（Della vita civile，1528年出版）而聞名，同時也是他改善並將托斯卡納語提高到了幾乎和拉丁語對等的地位。 帕爾米耶里曾被作為佛羅倫薩大使派往阿方索五世廷，韋斯帕夏諾·達·比斯蒂奇曾為他作傳。

## 生平
帕爾米耶里生在佛羅倫薩一個社會地位穩固的中產階級家庭，他在當地接受教育并曾開過一家藥店。最終他追尋父親的足跡成爲了公務員，在1432年至1475年間他是佛羅倫薩的著名政治人物之一，有很多頭銜和職務在身。
在他生命的最後階段，他委託佛羅倫薩畫家佛朗西斯科·波提契尼為當地的本尼迪克修道院繪製了著名的《聖母升天圖》，該畫中有跪著的帕爾米耶里和其妻子（Niccolosa de' Serragli）。

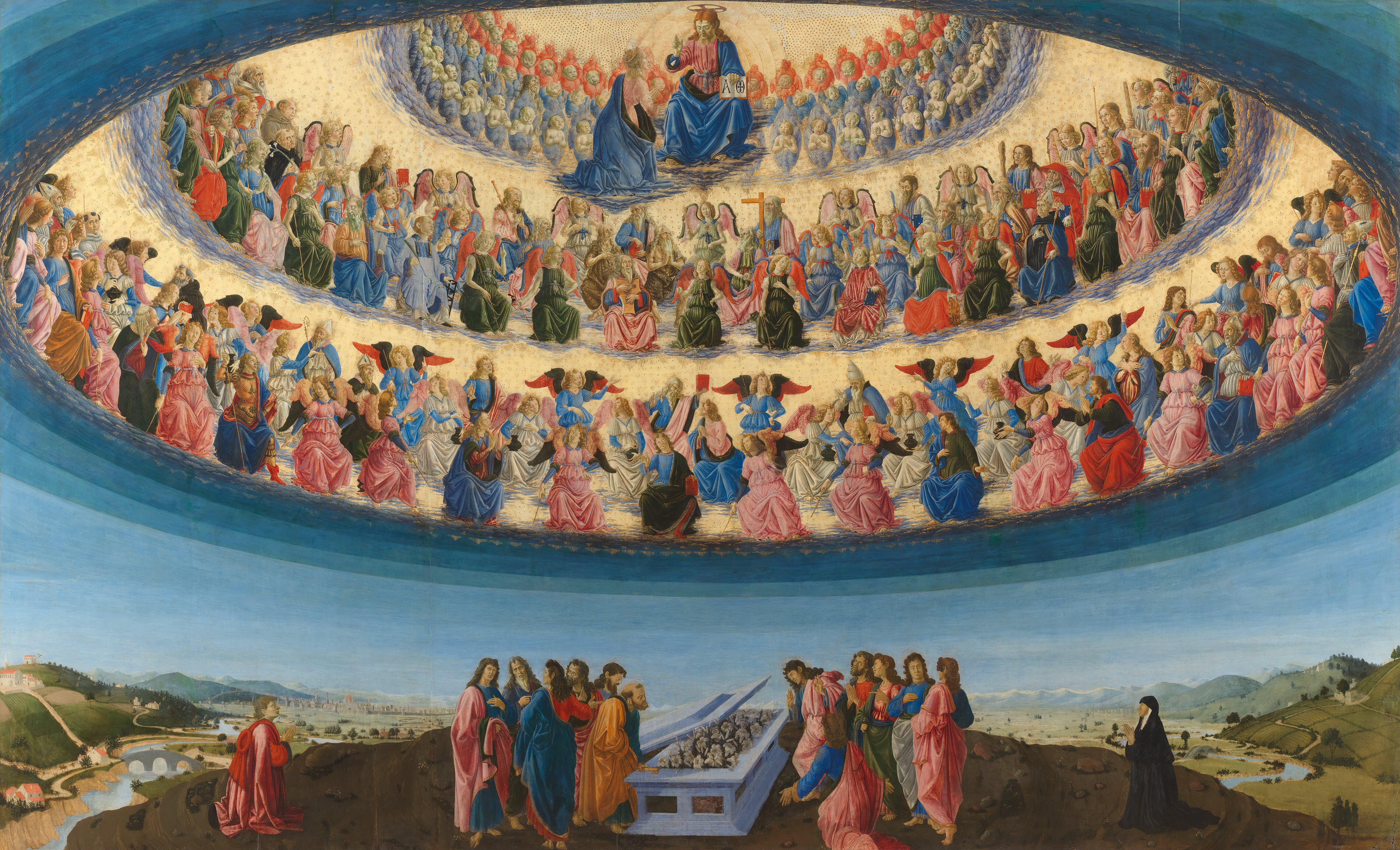
《聖母升天》，1475-77，國家美術館

## 作品
帕爾米耶里一家都相信所謂“美德”（virtù）是政治行動和學問的結合，所以在進行政治活動的同時他也專注於寫作。 帕爾米耶里懂得著拉丁語及意大利語，他的拉丁語著作《新時代之書》（Liber de temporibus ）是一部記載著從創世紀開始到他所處時代的年代史，他也曾為尼科洛·阿奇亞約利作傳，此書後來由多納托·阿恰約利譯成意大利語。
其意大利語著作有《城市生活》（La città di vita，1465年），這部書是《神曲》的仿作。帕爾米耶里在世時此書沒有出版，後來又被教廷定為異端書，受此牽連帕爾米耶里的遺體被從其聖馬焦雷湖碼頭教堂的墓穴里移走，他的塑像则被焚毁。
帕爾米耶里最著名的作品是《市民生活》（Della vita civile，1528年出版），成書於1429年，在1435年至1440年間流通。 該作品討論的是何為理想的市民生活，分成四部書，包含一系列對話。對話地點是1430年發生瘟疫的穆傑羅，主要講述者是佛羅倫薩富商Agnolo Pandolfini，第一章對話參考昆提利安的《雄辯術原理》，後三章則依靠西塞羅的《論義務》， 討論的具體內容包括兒童的身心發展、市民的道德生活等，這部著作取材自帕爾米耶里自己的公務員生涯。